# 玄鶴峰
玄 鶴峰（ヒョン・ハクポン、ヒョン・ハクボン、生年不詳 - ）は、朝鮮民主主義人民共和国の外交官。元駐英北朝鮮大使。

## 経歴
2004年から2007年まで、六者会合においてスポークスパーソンを務め、外務省アメリカ局副局長を務めた。2011年に駐英大使に就任し、2016年には召還性復帰命令が発令されたことにより帰国し、後任には崔日が就任した。

## その他
- 糖尿病や脂質異常症など、健康に問題を抱えているという[4]。